# Droždín
Droždín (Duits: Droschdein) is een wijk en kadastrale gemeente in de Tsjechische stad Olomouc. In Droždín wonen ongeveer 1.200 mensen. Tot 1974 was Droždín een zelfstandige gemeente.

## Aanliggende (kadastrale) gemeenten
| Aanliggende (kadastrale) gemeenten1 | Aanliggende (kadastrale) gemeenten1 | Aanliggende (kadastrale) gemeenten1 | Aanliggende (kadastrale) gemeenten1 | Aanliggende (kadastrale) gemeenten1 |
| ----------------------------------- | ----------------------------------- | ----------------------------------- | ----------------------------------- | ----------------------------------- |
|                                     |                                     | Samotišky, Svatý Kopeček            |                                     | Radíkov                             |
|                                     |                                     |                                     |                                     |                                     |
| Chválkovice                         | Lošov                               |                                     |                                     |                                     |
|                                     |                                     |                                     |                                     |                                     |
|                                     |                                     | Bystrovany, Bukovany                |                                     |                                     |

1Cursief geschreven namen zijn andere kadastrale gemeenten in Olomouc.